# Moda Center
De Moda Center, voorheen Rose Garden Arena, is een indoor-sportstadion gelegen in Portland. De arena, die geopend werd in 1995, heeft een capaciteit voor 19.300, tijdens basketbalwedstrijden. Het is daarmee de grootste indoor arena van de staat Oregon. Vaste bespelers zijn de Portland Trail Blazers. 